# Vodník

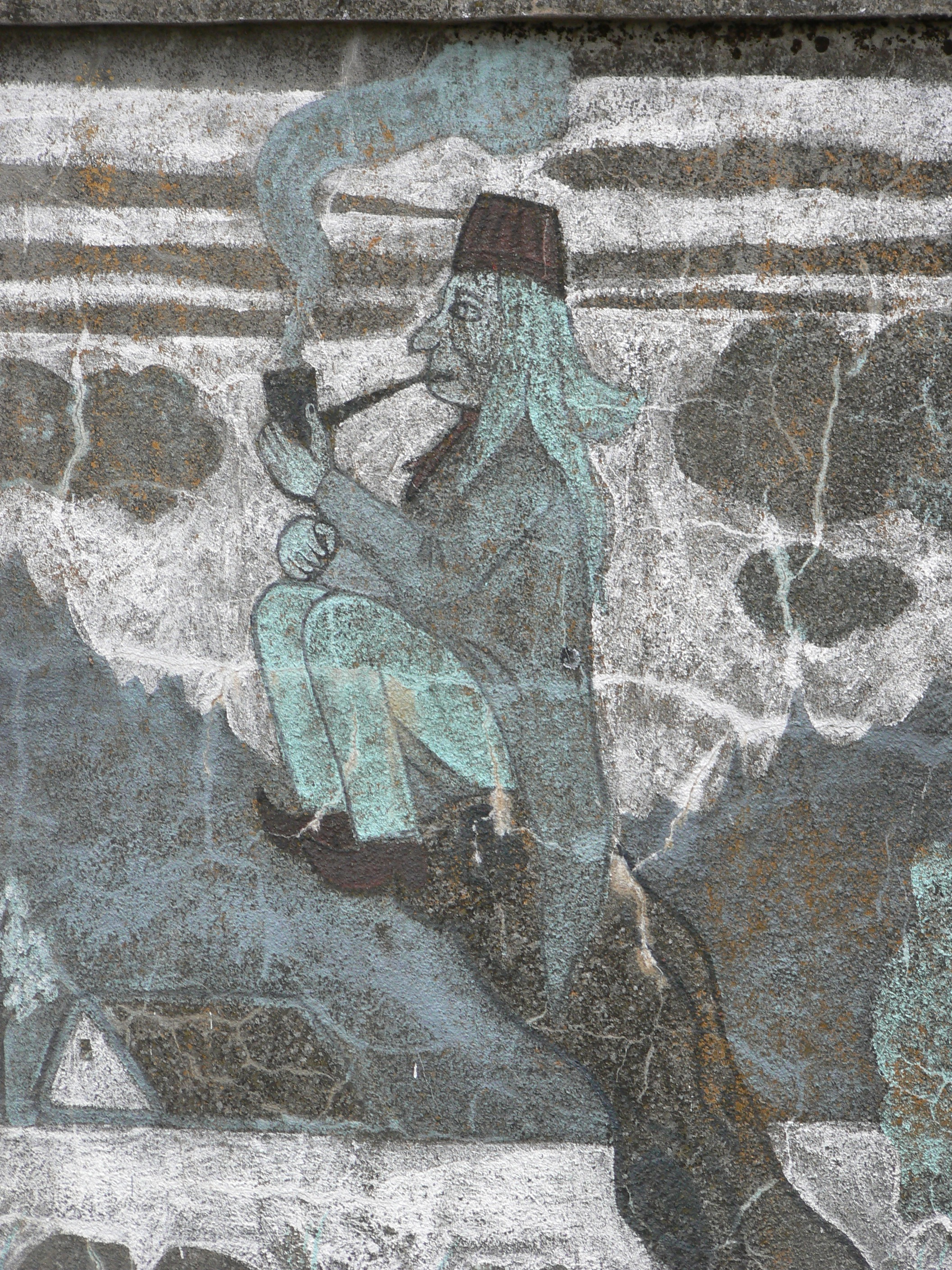
Typická představa českého vodníka

Vodník je vodní démon ze slovanského folklóru obývající řeky, potoky, jezera i rybníky. Podobá se mu německý nixe nebo skotský kelpie. Vodník je znám západním i východním Slovanům, z jižních pouze Slovincům. U ostatních Jihoslovanů se víra v něj neobjevuje, v Dalmácii však byli známi morski ljudi, bytosti napůl rybí, napůl lidské. Jeho partnerkou často bývá vodní panna či rusalka. Víra ve vodníka vychází ze slovanského kultu vody.

## Etymologie
Slovo pro vodního démona je ve většině slovanských jazyků jednoduše odvozeno od vody, příkladem je kromě českého vodníka ruský vodjanoj (водяно́й) nebo polský wodnik. V Česku se také občas objevuje výraz vodní muž či vodní mužíček, podobné je slovinské povodnji mož nebo lužickosrbské wódny muž.
V češtině lze nalézt také označení odvozené z německého wasserman „vodní muž“. Jedná se o jména jako hastrman, vaserman, vastrman, na Moravě také bestrman, ve Slezsku hasrman a na Ještědsku vosrmon. Jeho použití je doloženo už ze 14. století. Z německého nixe „vodní démon“ je odvozeno lužické nyks a nykus. Z rozšířené víry v jeho kapající šos je odvozeno označení šosáč používané na Litovelsku. Z topení, jejich typické činnosti, je odvozeno polské topielec a toplec.

## Charakteristika
Představy o vodníkovi jsou u Slovanů v základě podobné. Mívá podobu malého mužíka, dospělého muže či starce. Často mívá zelené vlasy i vousy. U Západoslovanů a Slovinců bývá pěkně oblečený, nejčastěji v zelené či červené, takovou barvu mívá i kouzelný prut či metla, kterým ovládá vodu. Může se měnit v člověka, v tom případě jej však lze identifikovat podle vody kapající ze šosu. Mění se také v různá zvířata, například rybu, koně či žábu, ale také v neživé předměty.
Obývá vodní hlubiny, obzvláště v blízkosti mlýnů, kde má svůj dům či křišťálový palác. Je aktivní především v noci kdy na hladině tleská, hází sebou jako ryba nebo si na mlýnském kole rozčesává vlasy. Ve vodě je velmi mocný, zatímco na suchu zpravidla slabý. Vládne rybám, vodním zvířatům i vodními ptactvu. Vodník je buď samotář nebo má ženu a dcery. Jeho nevěstou je buď vodní panna nebo dívka kterou utopil či která byla prokleta svým otcem nebo matkou, ta je většinou lidem více nakloněna než její muž. Když jeho žena rodí vybírá si kmotry mezi lidmi, které za to odměňuje zlatem. Jeho dcery bývají velice krásné a svádějí lidské muže.
Vztah k lidem je zpravidla negativní, ačkoliv v lidové a populární kultuře se později stal spíše komickou postavou. Někdy je jeho chování spíše šibalské, například strašení rybářů nebo protrhávání sítí, jindy vysloveně zlovolné. Často je obzvláště nebezpečný mlynářům. Západoslovanští vodníci přechovávají duše utopených v hrncích či hrníčcích. Obzvláště nebezpečný je lidem kteří se koupou v poledne či o půlnoci, naopak neškodný měl být v pátek, což byl den který mu byl zasvěcen.(Váňa, s. 116) Blahovolný vodník zase rybářům nahání ryby do sítí. Rozšířená je víra že s oblibou navštěvuje trhy a jeho přítomnost věští výši úrody či cen zboží. V lidové kultuře se také objevují oběti, které měli zajistit vodníkovu přízeň či ochránit před jeho hněvem.
Původ vodníků býval někdy odvozován od faljaronů, utopeného vojska faraóna z biblického Exodu, nebo od andělů svržených z nebes, kteří spadli do vody.
Podle jiného se jedná o umrlce, ze kterého byl zatopením vodou hřbitova, kde byl pohřben, smyta svěcená voda křtu.

### Česko

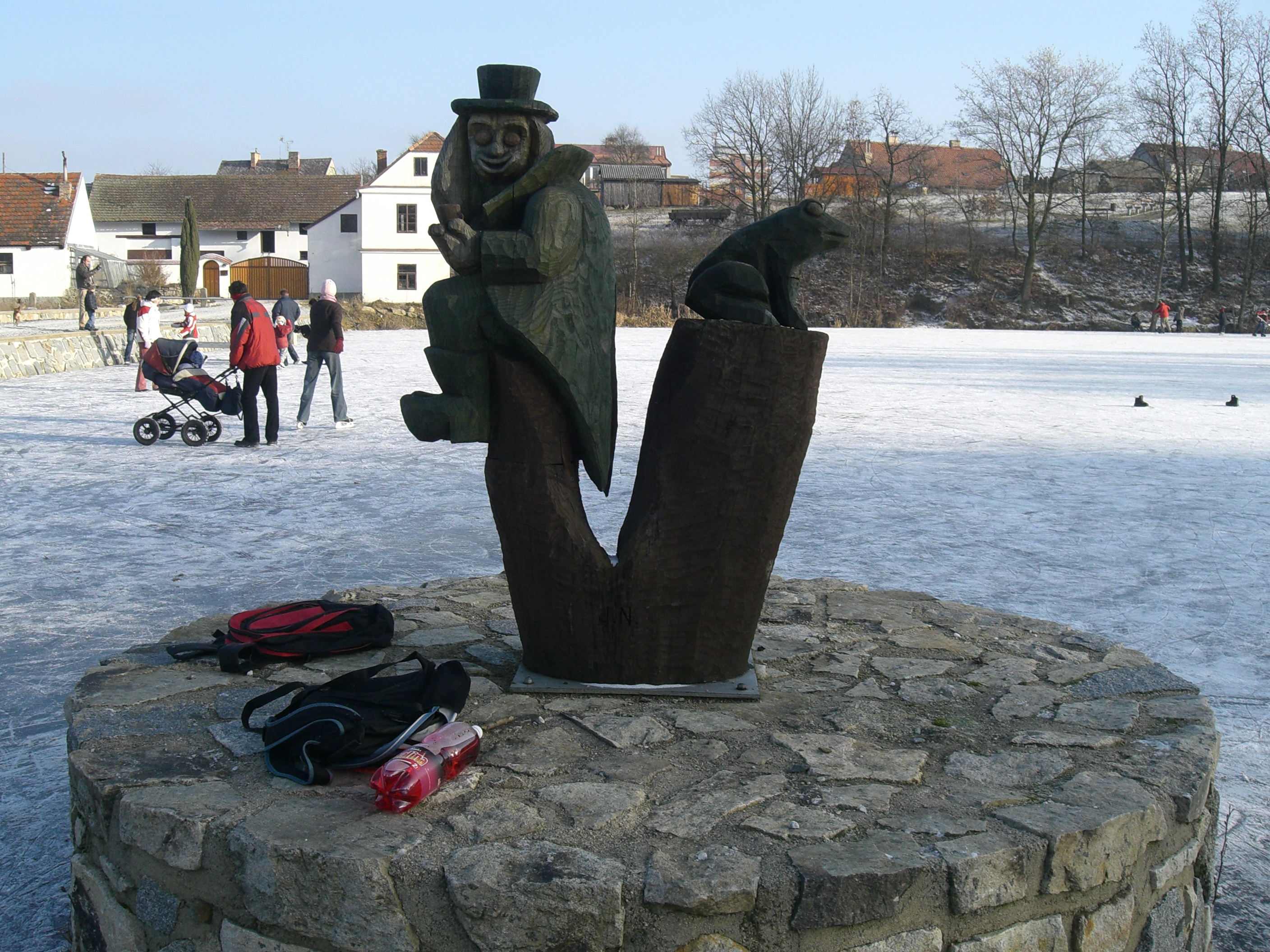
Socha vodníka v Milevsku na stavidle Suchanova rybníka

Český vodník má podobu malého muže se zelenými vlasy, hezky oblečeného do zelené či červené, kterému ze šosu kape voda. Podle jiného podání je to ošklivý starý zelený muž se žabími rysy jako široká ústa, blána mezi prsty nebo vypoulené oči, jindy má pravé oko rudé, voda mu neustále kape z vlasů a jeho tělo je měkké jako bláto. Řeč má huhňavou a „překroucenou“.
Láká k sobě především děti a mladé dívky, například tím že na břehu rozvěsí barevné stuhy a zrcátka, nebo se promění v dítě, které spadne do vody a svého zachránce utopí. Vodník později v lidové tradici a populární kultuře ztrácel svojí zlovolnost a stal se podobně jako čert komickou postavou.
Vodníka lze spoutat lýkovým provazem, barevnými tkanicemi, klokočím posvěceným o Květné neděli či houžví z devíti druhů dřev. Může ho také zneškodnit odvážný člověk, když mu odstřihne jeho mokrý šos, který omotá růžencem a zakope v posvěcené zemi nebo na rozcestí. Vodník přitom člověka pronásleduje, protože pokud svůj šos nezíská do příštího svítání, zhyne. Jako ochrana před ním fungují také byliny jako černobýl, tolita, turan, kapradí nebo devětsil.

### Lužice
Lužičkosrbský wódny muž, nyks či nykus mívá podobu různou. V Horní Lužici je to dospělý muž s červeným kabátcem a čapkou, jeho žena má červené punčochy. V Dolní Lužici má podobu malého dítěte, také s oblibou nosící červenou. Vodníkem se také mohou stát utopení lidé.

### Rusko

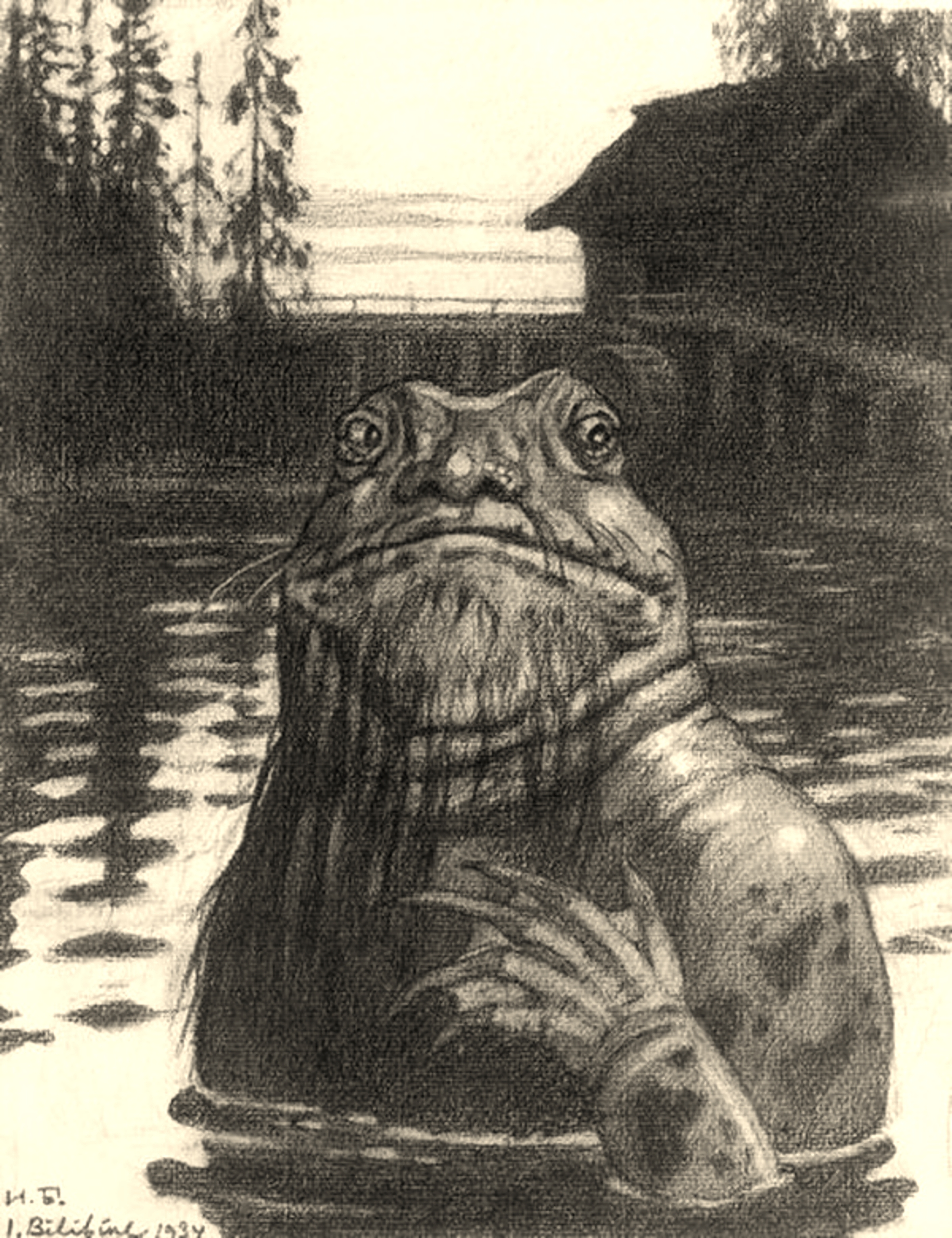
Ivan Bilibin, Vodjanoj, 1934

Ruský vodník se nazývá vodjanoj, vodovik či vodjanik, někdy je také titulován děduška, a má podobu holohlavého starce s odulým břichem, opuchlou tváří, vysokou čepicí ze sítiny a pásem z vodních trav. Pod vodou chová stáda dobytka, koní, ovcí a vepřů. Za svá stáda počítá i ryby, které láká do vod kde přebývá. Jezdí na sumci, ale může si osedlat také koně, býka či krávu které uštve k smrti. V zimě spí a na jaře při svém probuzení láme led.
Rozšířené byly oběti vodníkovi, například medem pomazaný kůň s hřívou ozdobenou stuhami, černá svině, husa, první roj včel v měchu nebo máslo lité do vody. V Rusku existovala víra že do základů mlýna má být zakopána živá bytost, zvíře nebo dokonce i člověk, aby se mlynáři dařilo, na Ukrajině se zakopávala do hráze koňská hlava aby ji vodník neprotrhl.
Vysloveně negativní formou vodníka je bolotjanyk, obývající bažiny, a očeretjanyk, sídlící v močálech a rákosí.

### Slovinsko
Slovinský povodnji mož, vodeni mož, gestrin či muk se objevuje v podobě hezkého mladíka či myslivce, muže s dlouhými kníry nebo velkého starce. Obléká si zelenou suknici a červenou čapku. Podle jiných podání je od pasu dolů rybou nebo zelený, má zelené vlasy a vousy; a je velmi chlupatý. Své oběti láká na zlatou rybu, která mu také svítí v hlubinách. V oblibě má především mladé dívky, které si bere za ženu. Pouští ji i na čas k rodičům, v tom případě ji však uváže na dlouhý řetěz.

## Hypotézy

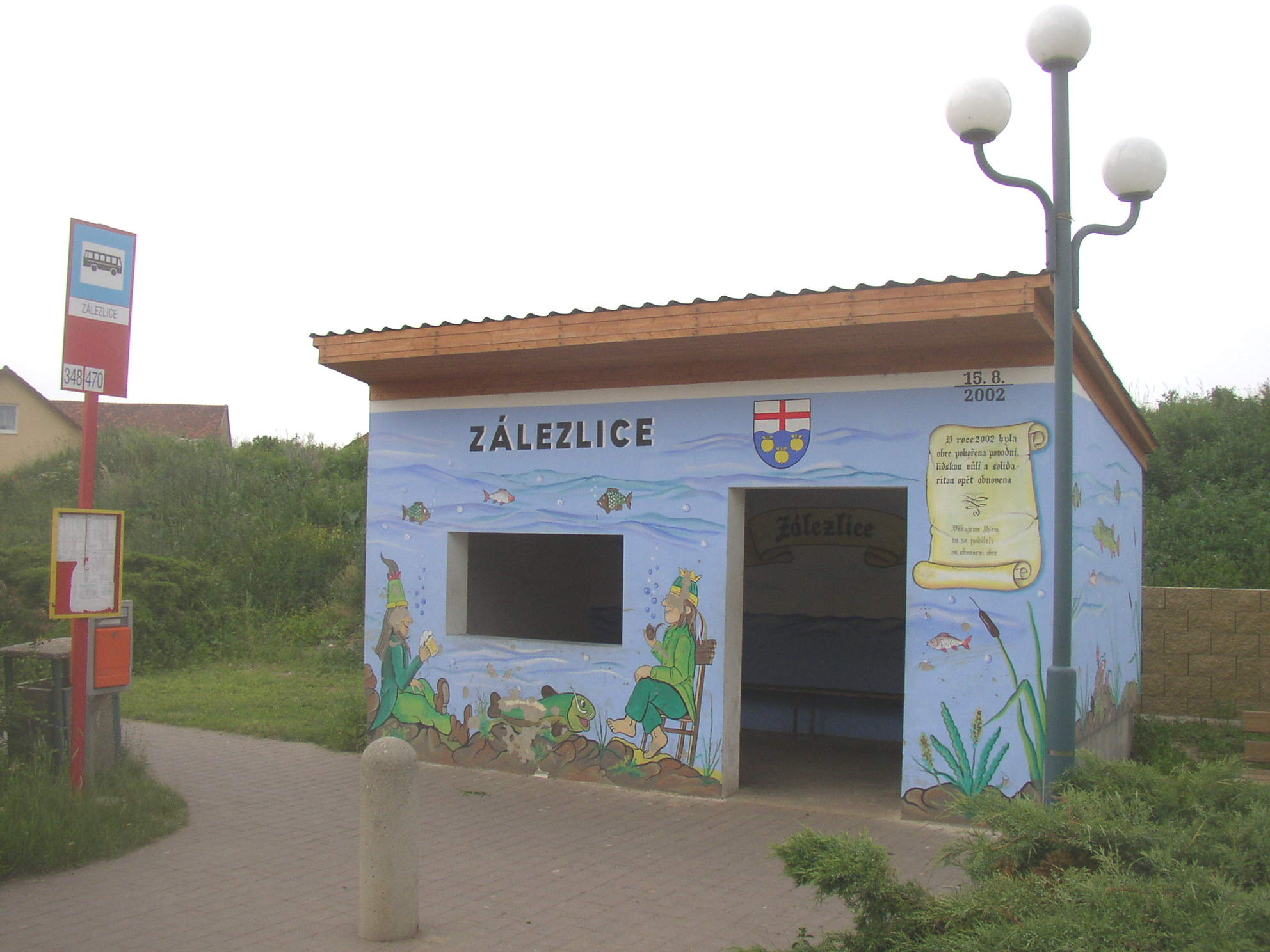
Vodníci namalovaní na autobusové zastávce v Zálezlicích v rámci vyznačení povodňové hladiny 15. srpna 2002

Psychiatr Vladimír Vondráček považoval za předobraz vodníka především sumce, ale také žábu a vydru. Představu že topí muže plavící koně vysvětluje faktem že v době živé víry ve vodníka bylo plavení koní nejčastější možností jak přijít do styku s vodou. Spojení vodníka a koně odvozuje z řecké mytologie kde byl bůh moře Poseidón také bohem koní.

## Vodník v kultuře
Vodník patří k častým postavám v lidových pověstech a pohádkách, a dílech z nich vycházející populární kultury.